# Pablo Chavarría
Pablo Chavarría (Las Perdices, 2 gennaio 1988) è un calciatore argentino, attaccante del Racing (C).

## Carriera

### Club

#### Belgrano
Inizia a giocare in Argentina nel Belgrano, in seconda serie. Debutta da titolare l'8 settembre 2008 nella divisione B del torneo argentino. In due stagioni con la maglia del Belgrano scende in campo 64 volte, mettendo a segno 11 reti.

#### Anderlecht e prestiti
Il 9 giugno 2010 è acquistato dai belgi dell'Anderlecht. Esordisce con la nuova maglia il 3 agosto nel ritorno del terzo turno preliminare di Champions League contro i gallesi dei The New Saints. Il 21 agosto gioca la prima partita nella Pro League belga in trasferta a Lokeren. Il 21 ottobre scende in campo nella fase a gironi di Europa League contro i greci dell'AEK Atene. Nei primi sei mesi all'Anderlecht segna 2 reti su 8 presenze complessive.
Il 28 gennaio 2011 è prestato all'Eupen. Gioca la prima partita il 12 febbraio contro il Sint-Truiden. Si scatena nei play-out salvezza di fine stagione, mettendo a segno 6 reti che contribuiscono alla salvezza dell'Eupen.
Rientrato all'Anderlecht, il 1º agosto è ceduto in prestito al Kortrijk. Gioca la prima partita con la nuova squadra il 7 agosto nello 0-0 a Westerlo. Il 23 ottobre segna il primo gol al Club Bruges, ripetendosi la settimana successiva sul campo del Lokeren. Al termine della prima stagione con il Kortrijk, realizza 5 gol su 45 presenze in tutte le competizioni.
Il 1º settembre 2012 il prestito al Kortrijk è rinnovato per un'ulteriore stagione. Il rendimento di questa seconda annata è simile alla precedente, con 8 reti in 33 presenze totali.

#### Lens
Il 16 luglio 2013 si trasferisce ai francesi del Lens Esordisce in Ligue 2 il 4 agosto nel successo 1-0 contro il Bastia. La giornata successiva, in trasferta contro il Digione, realizza il primo gol nel torneo francese. Alla terza giornata contro l'Auxerre arriva anche la prima doppietta. Termina il campionato a quota 10 reti, contribuendo alla promozione del Lens.
Il 9 agosto 2013 gioca la prima partita in Ligue 1 sul campo del Nantes. Segna il primo gol nel massimo campionato francese alla quarta giornata contro lo Stade Reims, sua futura squadra. Chiude il campionato con 7 gol, stavolta però il Lens compie il percorso inverso e retrocede in seconda divisione.
La terza stagione al Lens vede un rendimento leggermente inferiore in termini di reti, appena 4 in 28 presenze. In compenso, è diventato capitano della squadra.

#### Stade Reims
Il 9 luglio 2016 lascia il Lens e si trasferisce allo Stade Reims, dove firma un contratto biennale con opzione sul terzo anno. Esordisce il 1º agosto nella trasferta ad Amiens. Il 28 ottobre trova il primo e decisivo gol con il Reims nell'incontro casalingo contro il Le Havre. Chiude la stagione con 7 reti nel campionato di Ligue 2.
Alla seconda stagione trova la via del gol alla seconda giornata contro l'Orléans. Nel corso del torneo sigla due doppiette, al Valenciennes il 16 dicembre 2017 e al Sochaux il successivo 9 febbraio. Il 2017-2018 è l'anno più prolifico della carriera, portando in dote 14 gol che aiutano il Reims a risalire in Ligue 1 dopo due anni di attesa.
Il 18 agosto 2018, alla seconda giornata di campionato, realizza il gol decisivo con cui lo Stade Reims ha la meglio sul Olympique Lione.

## Statistiche

### Presenze e reti nei club
Statistiche aggiornate al 7 febbraio 2023.
| Stagione           | Squadra            | Campionato         | Campionato | Campionato | Coppe nazionali | Coppe nazionali | Coppe nazionali | Coppe continentali | Coppe continentali | Coppe continentali | Altre coppe | Altre coppe | Altre coppe | Totale | Totale |
| Stagione           | Squadra            | Comp               | Pres       | Reti       | Comp            | Pres            | Reti            | Comp               | Pres               | Reti               | Comp        | Pres        | Reti        | Pres   | Reti   |
| ------------------ | ------------------ | ------------------ | ---------- | ---------- | --------------- | --------------- | --------------- | ------------------ | ------------------ | ------------------ | ----------- | ----------- | ----------- | ------ | ------ |
| 2008-2009          | Belgrano           | PNB                | 31+2       | 6+0        | -               | -               | -               | -                  | -                  | -                  | -           | -           | -           | 33     | 6      |
| 2009-2010          | Belgrano           | PNB                | 31         | 5          | -               | -               | -               | -                  | -                  | -                  | -           | -           | -           | 31     | 5      |
| Totale Belgrano    | Totale Belgrano    | Totale Belgrano    | 64         | 11         |                 | -               | -               |                    | -                  | -                  |             | -           | -           | 64     | 11     |
| 2010-gen. 2011     | Anderlecht         | PL                 | 5          | 1          | CdB             | 1               | 1               | UCL+UEL            | 1+1                | 0                  | SB          | 0           | 0           | 8      | 2      |
| gen.-giu. 2011     | Eupen              | PL                 | 5+9        | 1+6        | CdB             | -               | -               | -                  | -                  | -                  | -           | -           | -           | 14     | 7      |
| 2011-2012          | Kortrijk           | PL                 | 27+10      | 2+3        | CdB             | 7               | 0               | -                  | -                  | -                  | -           | -           | -           | 44     | 5      |
| 2012-2013          | Kortrijk           | PL                 | 22+6       | 6+0        | CdB             | 5               | 2               | -                  | -                  | -                  | -           | -           | -           | 33     | 8      |
| Totale Kortrijk    | Totale Kortrijk    | Totale Kortrijk    | 64         | 11         |                 | 12              | 2               |                    | -                  | -                  |             | -           | -           | 99     | 22     |
| 2013-2014          | Lens               | L2                 | 32         | 10         | CF+CdL          | 5+1             | 1+0             | -                  | -                  | -                  | -           | -           | -           | 38     | 11     |
| 2014-2015          | Lens               | L1                 | 31         | 7          | CF+CdL          | 1+1             | 0               | -                  | -                  | -                  | -           | -           | -           | 33     | 7      |
| 2015-2016          | Lens               | L2                 | 28         | 4          | CF+CdL          | 1+0             | 0               | -                  | -                  | -                  | -           | -           | -           | 29     | 14     |
| Totale Lens        | Totale Lens        | Totale Lens        | 91         | 21         |                 | 9               | 0               |                    | -                  | -                  |             | -           | -           | 100    | 22     |
| 2016-2017          | Stade Reims        | L2                 | 27         | 7          | CF+CdL          | 1+1             | 0               |                    | -                  | -                  | -           | -           | -           | 29     | 7      |
| 2017-2018          | Stade Reims        | L2                 | 38         | 14         | CF+CdL          | 0+2             | 0               |                    | -                  | -                  | -           | -           | -           | 40     | 14     |
| 2018-2019          | Stade Reims        | L1                 | 3          | 1          | CF+CdL          | -               | -               |                    | -                  | -                  | -           | -           | -           | 3      | 1      |
| Totale Stade Reims | Totale Stade Reims | Totale Stade Reims | 68         | 22         |                 | 4               | 0               |                    | -                  | -                  |             | -           | -           | 72     | 22     |
| 2019-2020          | Maiorca            | PD                 | 13         | 0          | CR              | 2               | 0               | -                  | -                  | -                  | -           | -           | -           | 15     | 0      |
| 2020-2021          | Malaga             | SD                 | 21         | 4          | CR              | 2               | 1               | -                  | -                  | -                  | -           | -           | -           | 23     | 5      |
| 2021-2022          | Malaga             | SD                 | 15         | 0          | CR              | 1               | 0               | -                  | -                  | -                  | -           | -           | -           | 16     | 0      |
| 2022-2023          | Malaga             | SD                 | 13         | 2          | CR              | 1               | 0               | -                  | -                  | -                  | -           | -           | -           | 14     | 2      |
| Totale Malaga      | Totale Malaga      | Totale Malaga      | 49         | 6          |                 | 4               | 1               |                    | -                  | -                  |             | -           | -           | 53     | 7      |
| Totale carriera    | Totale carriera    | Totale carriera    | 369        | 79         |                 | 32              | 5               |                    | 2                  | 0                  |             | -           | -           | 403    | 84     |

## Palmarès

### Competizioni nazionali
- Ligue 2: 1

Stade Reims: 2017-2018